# Bretanha
A Bretanha (em francês: Bretagne; em bretão: Breizh; em galo: Bertaèyn) é uma região administrativa do oeste da França com uma larga costa litoral entre o Canal da Mancha e o Oceano Atlântico. Sua capital é Rennes e seus habitantes chamam-se bretões.
A Bretanha é hoje em dia uma das 6 nações celtas reconhecidas pela Liga Céltica, junto à Escócia, Irlanda, Ilha de Man, País de Gales e Cornualha.

## História
Depois da conquista da Gália pelos Romanos, a Bretanha fazia parte da Armórica (aremoricae, que está frente ao mar). Cerca de 500 d.C., os Bretões da ilha da Bretanha (a Grã-Bretanha actual), atacados pelos Anglo-saxões emigraram para aí, trazendo os seus costumes e língua. A região passou a se designar Bretanha com a sua chegada. Muitos designam-na, também, de Pequena Bretanha, por oposição à ilha de onde vieram. No início da Idade Média, a Bretanha foi dividida em três reinos - o Domnonée, a Cornualha, e o Bro Waroch - que foram incorporados ao Ducado da Bretanha.
O Ducado da Bretanha esteve independente do reino de França até 1532. Guardou os seus privilégios (legislação e impostos próprios) até a Revolução Francesa.
A Bretanha histórica, que teve por capital Nantes, foi dividida em 1790 em cinco departamentos:
- Côtes-du-Nord (atual Côtes-d'Armor);
- Finistère;
- Ille-et-Vilaine;
- Morbihan;
- Loire-Inférieure (atual Loire-Atlantique, pertencente ao País do Loire).

## Política

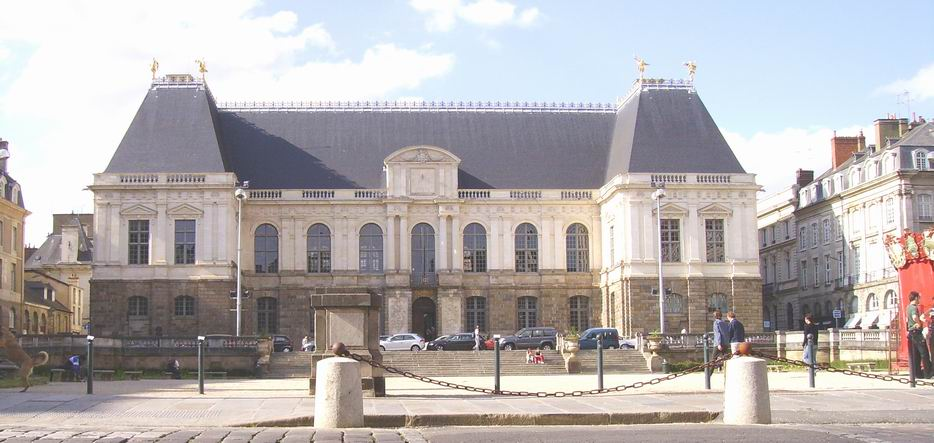
Parlamento da Bretanha.

Quando da criação das regiões administrativas francesas, em 1956, só os quatro primeiros departamentos faziam parte da Bretanha administrativa, então chamada de região de Rennes. A região administrativa da Bretanha criada em 1956 assim permaneceu. O Loire-Atlantique estava incluído no Pays de la Loire. Esta mudança foi contestada, e ainda o é, por uma parte dos bretões. De acordo com uma sondagem de 1998, 62% dos habitantes da Loire-Atlantique desejavam a união administrativa do seu departamento à região da Bretanha.

## Geografia

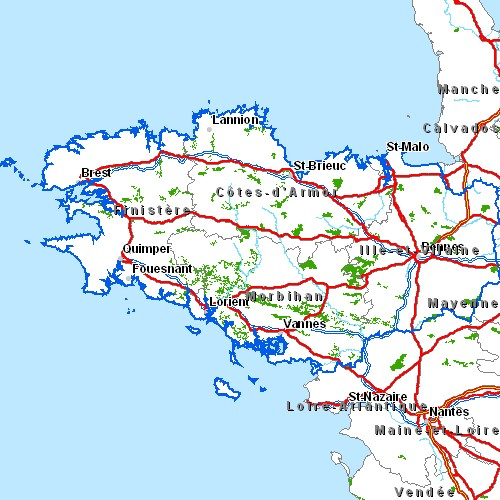
Mapa da Bretanha.

É a região francesa que beneficia de uma maior costa litoral. Distinguem-se tradicionalmente as regiões costeiras (Armor ou Arvor — o litoral) das regiões centrais (Argoat ou Argoad  — a floresta). Uma parte do litoral bretão chamada "Côte de granite rose" (cidades de Trébeurden, Trégastel, Perros-Guirec e Ploumanach) é considerada um dos lugares mais bonitos da França.

## Economia
A economia centra-se na agricultura, na indústria agro-alimentar, no turismo estival, junto à zona costeira e alguns pólos tecnológicos avançados (Rennes, Lannion).

## Religião

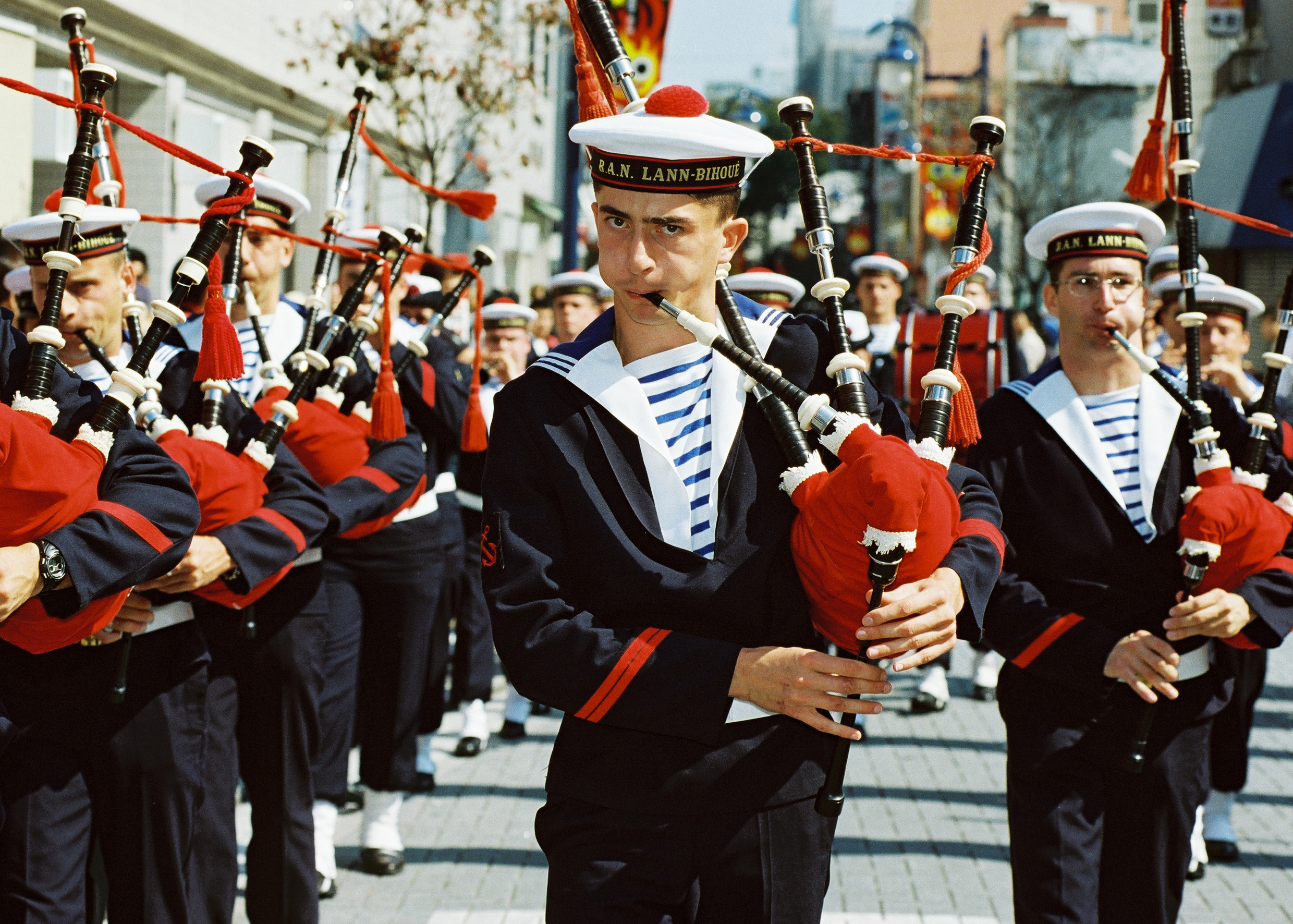
Desfile da Banda de Lann-Bihoué.

Bem antes dos Celtas, as primeiras populações erigiram aí monumentos megalíticos, como os menires e os dólmens. Não é pacífico que estes monumentos tivessem significado religioso, mas é muito provável que sim. A religião druídica expandiu-se com a chegada dos Celtas, tanto na Gália como nas ilhas britânicas. A dominação da península da Bretanha pelos Romanos não deixou grandes marcas na religião destes povos. Com o fim da Gália romana, as tribos que se estabelecem na Armórica, vindas da Grã-Bretanha, trazem consigo uma nova religião – o cristianismo - que irá suplantar progressivamente as outras crenças tradicionais. Contudo, o paganismo druídico coexistirá durante muito tempo com a religião dominante, de forma mais ou menos pacífica. Ainda hoje existe um grande acervo de lendas e tradições locais que evocam práticas religiosas druídicas. Os cristãos da Bretanha são, maioritariamente, católicos. A santa padroeira da Bretanha é Santa Ana, que é apresentada pela tradição como a mãe da Virgem Maria e avó de Jesus.

## Língua
A Bretanha é composta, em termos históricos, por duas áreas linguísticas: a Baixa-Bretanha ou, em bretão, Breizh Izel, a oeste (Finisterra, Morbihan e a parte ocidental de Côtes-d’Armor) onde se fala uma língua céltica, do grupo britónico (aparentado ao galês e ao córnico) designada como bretão (ou bretão armórico); e a Alta-Bretanha ou Breizh Uhel, a leste (Ille-et-Vilaine, Côtes-d’Armor e Loire-Atlantique) onde se falam dialectos românicos (langues d’oïl) conhecidos como "Gallo". A hegemonia da língua francesa, porém, quase fez desaparecer estas línguas, como aconteceu, aliás, com outras línguas regionais, sobretudo a partir do fim do século XIX. No entanto, o bretão teve um certo renascimento depois da Segunda Guerra Mundial, com um surto importante a partir da década de 1970. Os defensores do "Gallo" começaram-se a ouvir a partir da década de 1990. Os dados fornecidos pelo inquérito Étude de l'histoire familiale efectuado pelo organismo INSEE, em 1999, indicam mais de 260 000 falantes do bretão com mais de 18 anos nos 5 departamentos da Bretanha, incluindo o Loire-Atlantique, e 295 000 no resto da França. Acrescentam-se a estes os alunos de escolas bilíngues (8 874 alunos no início do ano lectivo de 2003/2004), além dos alunos que aprendem bretão em estabelecimentos públicos do primário (mais de 7 600 em 2002/2003) ou do secundário (mais de 8 000 em 2002/2003).

## Música
Em nível musical, a tradição (de raízes celtas) da música de dança cantada (kan ha diskan, ou canto e contra-canto) ou interpretada simultaneamente com dois instrumentos tradicionais da Bretanha: o biniou (tipo de gaita de fole, também chamada de cornemuse bretã) e a bombarda (tipo de oboé) é muito tocada, tanto na Alta como na Baixa Bretanha. Os bailarinos juntam-se nas chamadas fest-noz (festa nocturna) ou nas fest-deiz (festas diurnas).